# Famille Moussine-Pouchkine
 (janvier 2025).
Si vous disposez d'ouvrages ou d'articles de référence ou si vous connaissez des sites web de qualité traitant du thème abordé ici, merci de compléter l'article en donnant les références utiles à sa vérifiabilité et en les liant à la section « Notes et références ».
La famille Moussine-Pouchkine (en russe : Мусин-Пушкин) est une célèbre famille de la noblesse russe. La forme féminine est Moussin-Pouchkina (Мусин-Пушкина).

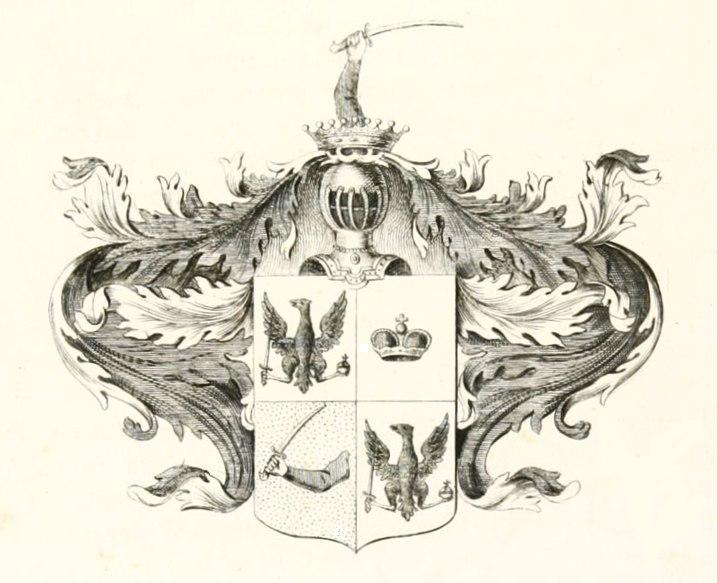
Blason de la famille Moussine-Pouchkine

## Histoire de la famille
La famille Moussine Pouchkine comme un certain nombre de familles alliées comme les Pouchkine, Miatlev remontent au début du XI èmes siècle avec le Personnage de Ratcha.
Elle constitue le plus ancien groupe de famille de la noblesse Russe après les Riourikides et les Vorontsov.
Les Moussine Pouchkine deviennent "une branche indépendante" des Pouchkine à partir 1490.
3 branches de la famille obtiendront le titre de Comte, une seule parviendra à nos jours, les descendants d'Alexeï Ivanovitch Moussine-Pouchkine
Les autres branches resteront non titrés.

## Personnalités masculines
- Alexeï Vassilievitch Moussine-Pouchkine : (1803-?), Amiral, il prit part à la guerre russo-suédoise de 1788-1790.
- Semion Petrovitch Moussine-Pouchkine : Père d'Alexeï Seminovitch Moussine-Pouchkine.
- Alexeï Semionovitch Moussine-Pouchkine : (1730-1817), diplomate, comte du Saint-Empire romain germanique (1779), ambassadeur de la Russie impériale en Grande-Bretagne (1765-1768), (1769-1779), de Suède (1768-1769), conseiller privé (1799).
- Alexeï Ivanovitch Moussine-Pouchkine : (1744-1817), comte, homme d'État russe, archéologue, historien, collectionneur de manuscrits, membre de l'Académie russe, (1789), Président de l'Académie des beaux-arts (1794-1799), onzième procureur du Saint-Synode (1791).
- Apollos Apollosovitch Moussine-Pouchkine : (1780-1805), scientifique russe, il fut connu pour ses travaux dans les domaines de la chimie, de la minéralogie, la physique et la botanique. Une fleur de la famille des jacinthes porte son nom la Pouchkinia (Пушкиния).
- Apollos Epafroditovitch Moussine-Pouchkine : (1771-?), comte, Président du Collège des Mines (1767).
- Valentin Platonovitch Moussine-Pouchkine : (1735-1804), comte, feld-maréchal.
- Mikhaïl Nikolaïevitch Moussine-Pouchkine : (1795-1862), conseiller privé, membre de l'Académie russe des Sciences.
- Vladimir Alexeïevitch Moussine-Pouchkine : (1798-1854), Comte, Membre de la Société du Nord, ami du poète russe Alexandre Sergueïevitch Pouchkine, fils du comte Alexeï Ivanovitch Moussine-Pouchkine, capitaine au régiment Izmaïlovski, en 1826, pour ses relations avec les Décembristes, il fut emprisonné à la forteresse Pierre-et-Paul à Saint-Pétersbourg puis transféré dans un régiment ordinaire de la 25e Division d'Infanterie.
- Ivan Klavdievitch Moussine-Pouchkine : [1781-1822), major-général, il se distingua aux batailles d'Ostrovno (1812), de Borodino (7 septembre 1812), il combattit les Français à Lützen, Bautzen (20 mai et 21 mai 1813, le 30 août 1813, il prit part à la bataille de Kulm, au grade feld-maréchal, il se distingua lors de la bataille de Leipzig du 16 octobre au 19 octobre 1813, le 29 janvier 1814, il combattit les troupes françaises lors de la bataille de Brienne, le 1er février 1814, il prit part à la bataille de La Rothière, le 10 février 1814, il fut également présent à la bataille de Champaubert et le 30 mars 1814, il prit part à la capture de Paris.
- Ivan Alekseevič Moussine-Pouchkine (1783-1836), général.
- Semion Alexandrovitch Moussine-Pouchkine : (1858-1907), poète et essayiste russe
- Vladimir Vladimirovitch Moussine Pouchkine 1870-1923, homme politique, député à la douma, poète, écrivain.

## Personnalités féminines

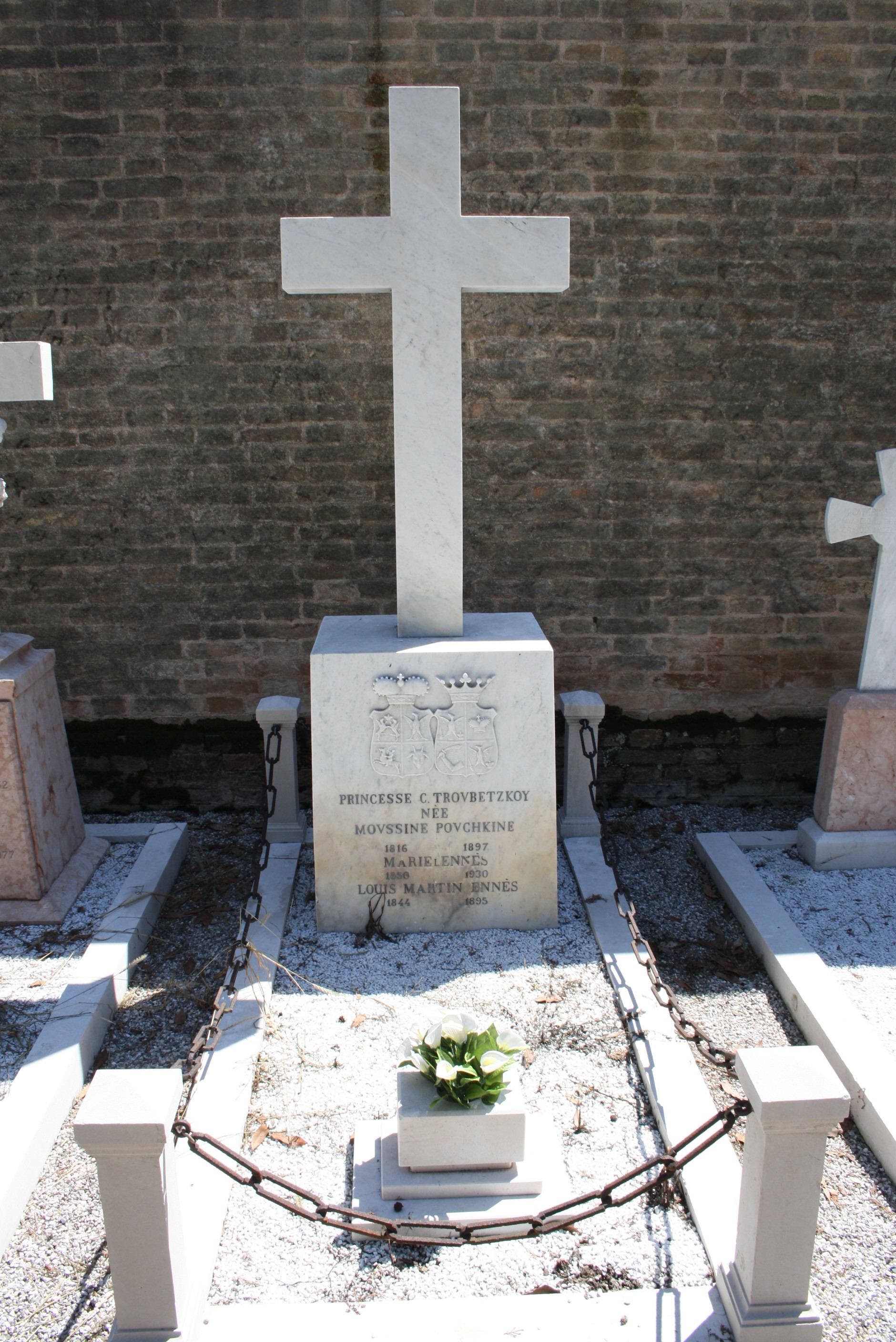
Tombe à Venise de Catherine Petrovna Troubetzkoï, née Moussine-Pouchkine (1816-1897)

- Agrafena Mikhaïlovna Moussine-Pouchkine : (1740-1782 ou 1786), l'une des premières actrices russes professionnelles.
- Iekaterina Alexeïevna Moussine-Pouchkine : (1754-1829), comtesse, elle épousa Alexeï Ivanovitch Moussine-Pouchkine et mère du comte Vladimir Alexeïevitch Moussine-Pouchkine.
- Iekaterina Alexeïevna Moussine-Pouchkine : (1786-1870), demoiselle d'honneur à la Cour impériale.
- Emilia Karlovna Moussine-Pouchkine (née Stjernvall) : (1810-1846), épouse du comte Vladimir Alexeïevitch Moussine-Pouchkine.
- Olga Illarionova Moussine-Pouchkine[1] : (1865-1947), nièce de Sylvie Pétiaux-Flammarion, violoniste des théâtres impériaux russes. Initiée au martinisme par Papus le 30 juillet 1897, Grand maître de l'Ordre martiniste pour la Russie en 1899.